# Старошкловский сельсовет
Старошкловский сельсовет (белор. Старашклоўскі сельсавет; до 2013 года — Рыжковичский сельсовет) — административная единица на территории Шкловского района Могилёвской области Белоруссии. Административный центр — город Шклов.

## История
В 1997 году образован новый населённый пункт — деревня Молодёжная. 
14 декабря 2007 года деревни Молодёжная и Рыжковичи включены в состав города Шклов.
1 марта 2012 года образован хутор Станция Рыжковичи.
20 ноября 2013 года в состав сельсовета были включены территория и населённые пункты упразднённого Черноручского сельсовета.

## Состав
Старошкловский сельсовет включает 39 населённых пунктов:
- Александровка — деревня.
- Апполоновка — деревня.
- Бабчино — деревня.
- Беланово — деревня.
- Большие Овчиненки — деревня.
- Большое Чёрное — деревня.
- Большой Старый Шклов — деревня.
- Брус — деревня.
- Вабичи — деревня.
- Ганцевичи — деревня.
- Городянка — деревня.
- Даньковичи — деревня.
- Дяжки — деревня.
- Загорье — деревня.
- Заровцы — деревня.
- Застенки — деревня.
- Земцы — деревня.
- Карбатовка — деревня.
- Климовичи — деревня.
- Красная Горка — деревня.
- Красное — деревня.
- Лоповичи — деревня.
- Малое Чёрное — деревня.
- Малые Овчиненки — деревня.
- Малый Старый Шклов — деревня.
- Новые Овчиненки — деревня.
- Овчиненки — деревня.
- Полыковичи — деревня.
- Поповцы — деревня.
- Рагозно — деревня.
- Рамшино — деревня.
- Реполово — деревня.
- Станция Рыжковичи — хутор.
- Ступляны — деревня.
- Тудорово — деревня.
- Хотимка — деревня.
- Черноручье — агрогородок.
- Шнаровка — деревня.
- Яблоново — деревня.

### Упразднённые населённые пункты
- Молодёжная — деревня
- Рыжковичи — деревня

## Достопримечательности
В 1963 году в песчаном овраге на правом берегу реки Серебрянки в урочище «Зязюлин Ров» был найден самый знаменитый Шкловский идол высотой 1,2 метра и весом около 250 кг, который был перевезён в Минск археологом Л. Д. Поболем. В научный оборот был введён Г. В. Штыховым. Сейчас хранится в Национальном историческом музее Республики Беларусь.